# Emancypacja Żydów

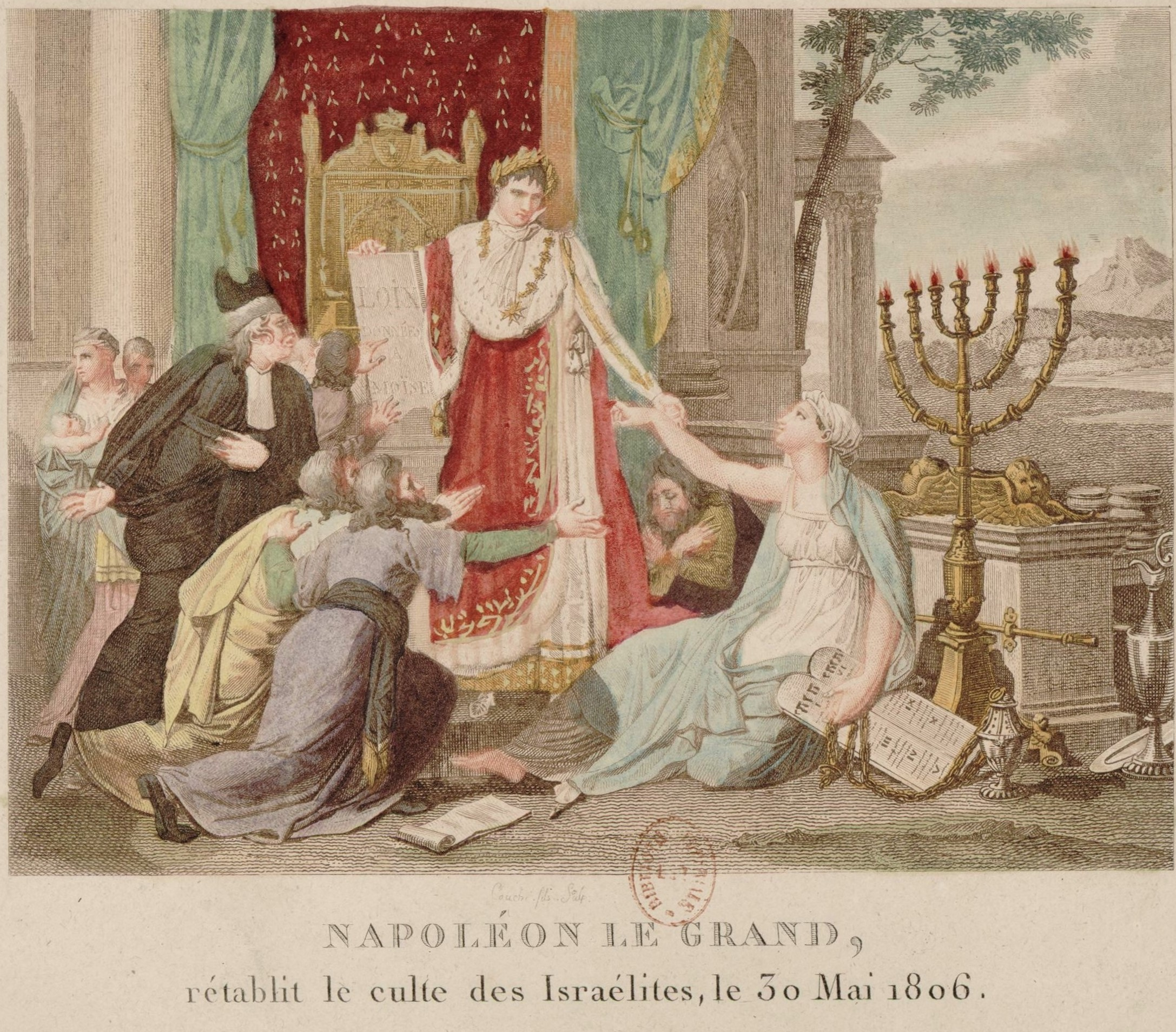
Francuskie malowidło z 1806 przedstawiające cesarza Napoleona I wydającego dekret o emancypacji Żydów

Emancypacja Żydów – wewnętrzny i zewnętrzny proces wyswobadzania się Żydów w Europie spod dyskryminujących regulacji prawnych, dążący do formalnego nadania obywatelstwa Żydom i zrównania ich praw z innymi. Proces ten trwał od schyłku XVIII do początku XX wieku. Częścią tego procesu były przeobrażenia wewnątrz wspólnot w celu ich obywatelskiej integracji z otaczającymi społecznościami. Dążenie do emancypacji Żydów zainicjowały przemiany epoki Oświecenia oraz wtórującego mu oświecenia żydowskiego, zwanego Haskalą. Kolejne państwa sukcesywnie odrzucały lub zastępowały wcześniejsze akty prawne, ukierunkowane na dyskryminację mieszkańców żydowskich. Przed emancypacją, w wielu częściach Europy Żydzi musieli mieszkać w wytyczonych dzielnicach, zwanych gettami, izolowanych od reszty społeczeństwa. Emancypacja była głównym celem wielu przedstawicieli ówczesnych europejskich Żydów, którzy działali na rzecz zintegrowania ze społeczeństwami większościowymi i krzewienia wśród ludności żydowskiej szerokiej edukacji. Wielu z nich było politycznie i kulturalnie aktywnych w ramach europejskich społeczeństw obywatelskich. Część emigrowała do krajów oferujących lepsze warunki społeczne i ekonomiczne, takich jak Wielka Brytania czy kraje obu Ameryk. W późniejszym czasie, zwłaszcza na skutek doświadczenia ucisku opresyjnych reżimów (np. w Imperium Rosyjskim) czy postępującego antysemityzmu, część Żydów zwróciła się ku socjalizmowi lub syjonizmowi.

## Tło
Przez większą część obecności Żydów na kontynencie europejskim byli oni poddani rozlicznym dyskryminacyjnym prawom. Od Soboru laterańskiego IV w 1215 europejscy chrześcijanie wymagali od Żydów i muzułmanów noszenia charakterystycznych oznak, takich jak Judenhut oraz żółta łata, by odróżnić ich od chrześcijan. Praktykowanie ich religii było często ograniczane. Niekiedy musieli oni składać specjalne przysięgi pod szerszą nazwą More Judaico. Żydzi w większości krajów byli pozbawieni prawa głosu. Niektóre kraje, jak np. Norwegia, Finlandia i Szwecja od końca XV wieku, zakazywały Żydom pobytu na swoim terytorium.
W tych czasach wpływowym członkiem wspólnoty żydowskiej był rabin. Będąc uczonym religijnym i klerykiem, jednocześnie pełnił on funkcję cywilnego sędziego w przypadkach, gdy obie strony sporu były Żydami. Na rabinie i starszyźnie wspólnoty spoczywało wiele obowiązków administracyjnych. Rabinat był dla wielu młodych Żydów najwyższym celem, zaś studia nad Torą oraz Talmudem – również drogą do osiągnięcia autorytetu w społeczności.
Zaangażowanie Żydów w sprawy otaczających ich społeczeństw rozpoczęło się w epoce Oświecenia. Zwolennicy Haskali, żydowskiego ruchu dążącego do upowszechnienia wartości oświeceniowych, domagali się liberalizacji prawodawstwa europejskiego wobec Żydów. Jednocześnie postulowali oni „wyjście z getta” nie tylko w sensie fizycznym, ale również mentalnym i duchowym.
27 września 1791 Francja zrównała prawa Żydów z pozostałymi obywatelami. W ten sposób 40 tysięcy francuskich mieszkańców wyznania mojżeszowego stało się pierwszymi Żydami Starego Świata, którzy doświadczyli pełnej wolności prawnej. Byli również pierwszymi, którzy zmierzyli się z szansami i wyzwaniami, które przyniosła uzyskana wolność. Owa równość obywatelska stała się zarazem modelem dla żydowskich mieszkańców innych europejskich krajów. W latach 1796 i 1834 wyemancypowała Żydów Holandia. Również na terenach zajmowanych przez cesarza Napoleona I, antyżydowskie prawodawstwo było unieważniane. W 1830 zrównanie praw Żydom zagwarantowała Grecja. Jednak dopiero w okresie Wiosny Ludów ukształtowały się pierwsze żydowskie ruchy polityczne, które zaczęły naciskać na rządy Wielkiej Brytanii i Europy Środkowej, by zniosły dyskryminacyjne prawodawstwo.

## Ruchy emancypacyjne

Emancypacja Żydów w latach 1789–1930

W swoim wczesnym stadium ruchy emancypacyjne były częścią ogólnych starań o równouprawnienie mniejszości oraz dążeń do ustanowienia konstytucji w poszczególnych państwach. Żydowscy intelektualiści i mężowie stanu, tacy jak Heinrich Heine, Johann Jacoby, Gabriel Riesser, Ber Izaak Ber czy Lionel de Rothschild, nie dążyli do równouprawnienia specyficznie Żydów, tylko działali w ramach ogólnego ruchu na rzecz swobód obywatelskich i politycznych.
Z powodu ciągłych incydentów antyżydowskich i pomówień o mord rytualny, jak na przykład afera w Damaszku w 1840 oraz porażki wielu państw w procesie emancypacji Żydów, organizacje żydowskie zdecydowały się skupić na staraniach o emancypację i ochronę swej ludności. Do takich organizacji należały Izba Deputowanych Brytyjskich Żydów, której przewodniczył Moses Montefiore, Centralny Konsystorz Żydowski w Paryżu i Alliance Israélite Universelle.
Równouprawnienie Żydów, ustanowione pod panowaniem Napoleona I na terenach przejętych przez Francję, po jego porażce i na skutek decyzji na kongresie wiedeńskim cofnęło się w wielu państwach członkowskich Związku Niemieckiego. W ostatniej korekcie postanowień kongresu, emisariusz Wolnego Miasta Bremy Johann Smidt, bez autoryzacji i zgody innych stron, zmienił pierwotną treść punktu dotyczącego praw Żydów z „Wyznawcom religii żydowskiej podtrzymuje się prawa już nadane w skonfederowanych państwach” na „Wyznawcom religii żydowskiej podtrzymuje się prawa już nadane przez skonfederowane państwa”. Ta zmiana jednego słowa pociągnęła za sobą poważne konsekwencje. Wiele państw niemieckich wykorzystało ten kruczek jako podstawę unieważnienia napoleońskich dekretów równouprawniających Żydów.
Emisariusze Prus Wilhelm von Humboldt oraz Austrii Klemens Lothar von Metternich starali się wspierać na kongresie ideę emancypacji Żydów, jednak nie zdołali oni przekonać większości.
W okresie Wiosny Ludów w 1848 Frankfurckie Zgromadzenie Narodowe proklamowało równość wszystkich wyznań wobec prawa. Jednak tylko niektóre niemieckie państwa (np. Hamburg) włączyły tę decyzję do własnego prawodawstwa. Na tym etapie równouprawnienie funkcjonowało już jednak w kilku znaczących krajach: w Prusach (od 1812), Wirtembergii (od 1828), Elektoracie Hesji (od 1833) i Królestwie Hanoweru (od 1842). Pomimo formalnej emancypacji, niektóre wspólnoty żydowskie nadal doświadczały nierówności de facto, przejawiającej się w dyskryminacji wobec Żydów usiłujących zdobyć karierę w służbie publicznej i oświacie. Ostatnie państwa niemieckie, które odwlekały równouprawnienie, zostały do tego zmuszone ustawą Związku Północnoniemieckiego z dnia 3 lipca 1869 bądź w wyniku akcesji do Cesarstwa Niemieckiego w roku 1871. Stan równouprawnienia żydowskich mieszkańców Niemiec został jednak w drastyczny sposób zniesiony po dojściu Adolfa Hitlera do władzy w roku 1933 (Ustawy norymberskie).

## Daty emancypacji
W jednych krajach równouprawnienie dokonywało się za pośrednictwem pojedynczej ustawy, zaś w innych był to proces stopniowy.
| Rok  | Państwo                                                             |
| ---- | ------------------------------------------------------------------- |
| 1789 | Stany Zjednoczone                                                   |
| 1791 | Francja                                                             |
| 1796 | Republika Batawska                                                  |
| 1808 | Wielkie Księstwo Hesji                                              |
| 1808 | Królestwo Westfalii                                                 |
| 1811 | Wielkie Księstwo Frankfurtu                                         |
| 1812 | Meklemburgia                                                        |
| 1812 | Prusy                                                               |
| 1828 | Królestwo Wirtembergii                                              |
| 1830 | Belgia                                                              |
| 1830 | Grecja                                                              |
| 1832 | Kanada                                                              |
| 1833 | Elektorat Hesji                                                     |
| 1834 | Królestwo Zjednoczonych Niderlandów                                 |
| 1835 | Zjednoczone Królestwa Szwecji i Norwegii                            |
| 1839 | Imperium Osmańskie                                                  |
| 1842 | Królestwo Hanoweru                                                  |
| 1848 | Księstwo Nassau                                                     |
| 1849 | Hamburg                                                             |
| 1849 | Dania                                                               |
| 1866 | Szwajcaria                                                          |
| 1858 | Zjednoczone Królestwo Wielkiej Brytanii i Irlandii                  |
| 1861 | Królestwo Bawarii                                                   |
| 1863 | Księstwo Holsztynu                                                  |
| 1864 | Wielkie Księstwo Badenii                                            |
| 1864 | Frankfurt nad Menem                                                 |
| 1867 | Austro-Węgry                                                        |
| 1869 | Związek Północnoniemiecki                                           |
| 1870 | Włochy (proces emancypacji zakończony wraz ze zjednoczeniem Włoch)  |
| 1871 | Cesarstwo Niemieckie                                                |
| 1877 | New Hampshire (ostatni stan USA, który uchwalił emancypację Żydów). |
| 1878 | Bułgaria                                                            |
| 1878 | Serbia                                                              |
| 1890 | Brazylia                                                            |
| 1910 | Hiszpania                                                           |
| 1911 | Portugalia                                                          |
| 1917 | Rosja                                                               |
| 1918 | Finlandia                                                           |
| 1919 | Rumunia                                                             |

## Konsekwencje emancypacji Żydów

### Emancypacja i praktyka judaizmu
Emancypacja zaburzyła dotychczasowe status quo, funkcjonujące pomiędzy Żydami a judaizmem, który nie mógł już odtąd całkowicie regulować ich życia. Wielu Żydów zaczęło podchodzić do praktyki swojej religii na sposób bardziej liberalny, zbliżony do swoich nieżydowskich współobywateli. Emancypacja we Francji, Włoszech i w cesarskich Niemczech umożliwiła wielu Żydom opuszczenie gett, zaś żydowskie oświecenie przyczyniło się do rozwoju judaizmu reformowanego i konserwatywnego w pierwszej połowie XIX wieku. Emancypacja przyczyniła się również do asymilacji Żydów i, czasami, do kulturowego rozpuszczenia w otaczających społeczeństwach, również poprzez małżeństwa mieszane. Dopiero w połowie XIX wieku rabin Samson Raphael Hirsch wytyczył nowoczesną ścieżkę judaizmu ortodoksyjnego, umożliwiając jego wyznawcom pełne uczestnictwo w społeczeństwie bez dalekich kompromisów w praktyce judaizmu.